# Nery Pumpido

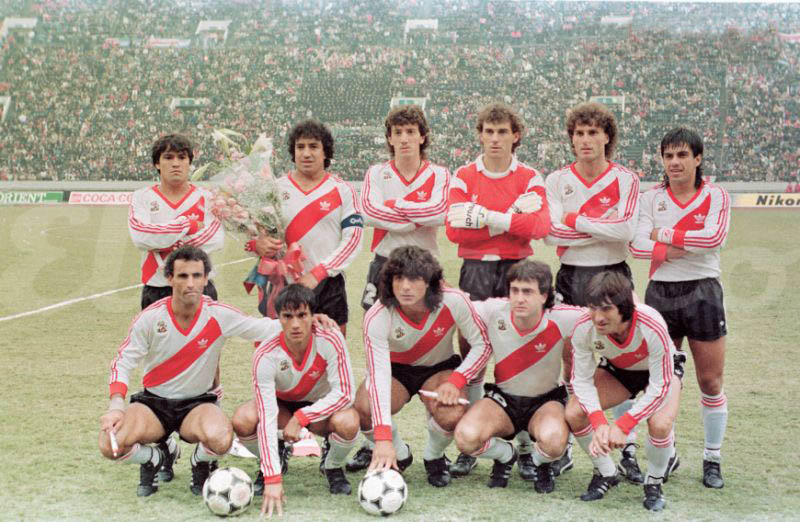
A equipe do River Plate que conquistou Copa Intercontinental de 1986. Pumpido é o terceiro em pé, da direita para a esquerda)

Nery Alberto Pumpido (Nascido em 30 de Julho de 1957, em Santa Fe) é um ex-futebolista e treinador argentino. Defendeu a Argentina nas Copas do Mundo de 1986, no qual foi campeão, e 1990, onde fraturou a perna, sendo substituído por Sergio Goycochea.
Pumpido é uma das poucas pessoas que conquistaram a Copa Libertadores da América como jogador e também como treinador.

## Carreira
Jogou em vários times na Argentina: Unión de Santa Fe, Vélez Sarsfield e River Plate. Como anedota lamentável, se lembra que o 8 de abril de 1984, Pumpido matou de um chute a uma galinha que havia sido lançada aos seus pés por um torcedor de Chacarita antes de começar a partida que disputaram Chacarita e River Plate no estádio do Ferro Carril Oeste. Durante um treino do River Plate, Pumpido sofreu um acidente no qual teve um dos dedos da mão decepado.
Como treinador, Pumpido foi campeão da Copa Libertadores da América em 2002, com o time de futebol paraguaio Club Olímpia. O último time que ele treinou foi o Olimpia do Paraguai.

## Títulos

### Jogador

#### Internacionais
Seleção Argentina
- Copa do Mundo: 1986

River Plate
- Copa Intercontinental: 1986
- Copa Libertadores: 1986
- Copa Interamericana: 1987

#### Nacionais
River Plate
- Campeonato Argentino: 1986

### Treinador

#### Internacionais
Olimpia
- Copa Libertadores: 2002

## Campanhas de destaque

### Jogador

#### Internacionais
Seleção Argentina
- Copa do Mundo: 2º lugar - 1990
- Copa América: 3º lugar - 1989; 4º lugar - 1983

### Treinador

#### Internacionais
Olimpia
- Copa Intercontinental: 2º lugar - 2002

#### Nacionais
Tigres UANL
- Campeonato Mexicano: 2º lugar - 2003 (Apertura)